# Saxifraga erioblasta
Saxifraga erioblasta är en stenbräckeväxtart som beskrevs av Pierre Edmond Boissier och Reuter. Saxifraga erioblasta ingår i Bräckesläktet som ingår i familjen stenbräckeväxter. Inga underarter finns listade i Catalogue of Life.